# Кройцталь
Кройцталь (нем. Kreuztal) — город в Германии, в земле Северный Рейн-Вестфалия. Подчинён административному округу Арнсберг. Входит в состав района Зиген-Виттгенштайн.  Население составляет 30 995 человек (на 31 декабря 2010 года). Занимает площадь 70,97 км². Официальный код  —  05 9 70 024.
Город подразделяется на 13 городских районов.
| Год  | Население |
| ---- | --------- |
| 1995 | 32 092    |
| 2000 | 32 250    |
| 2005 | 32 042    |
| 2010 | 31 081    |

## Фотографии

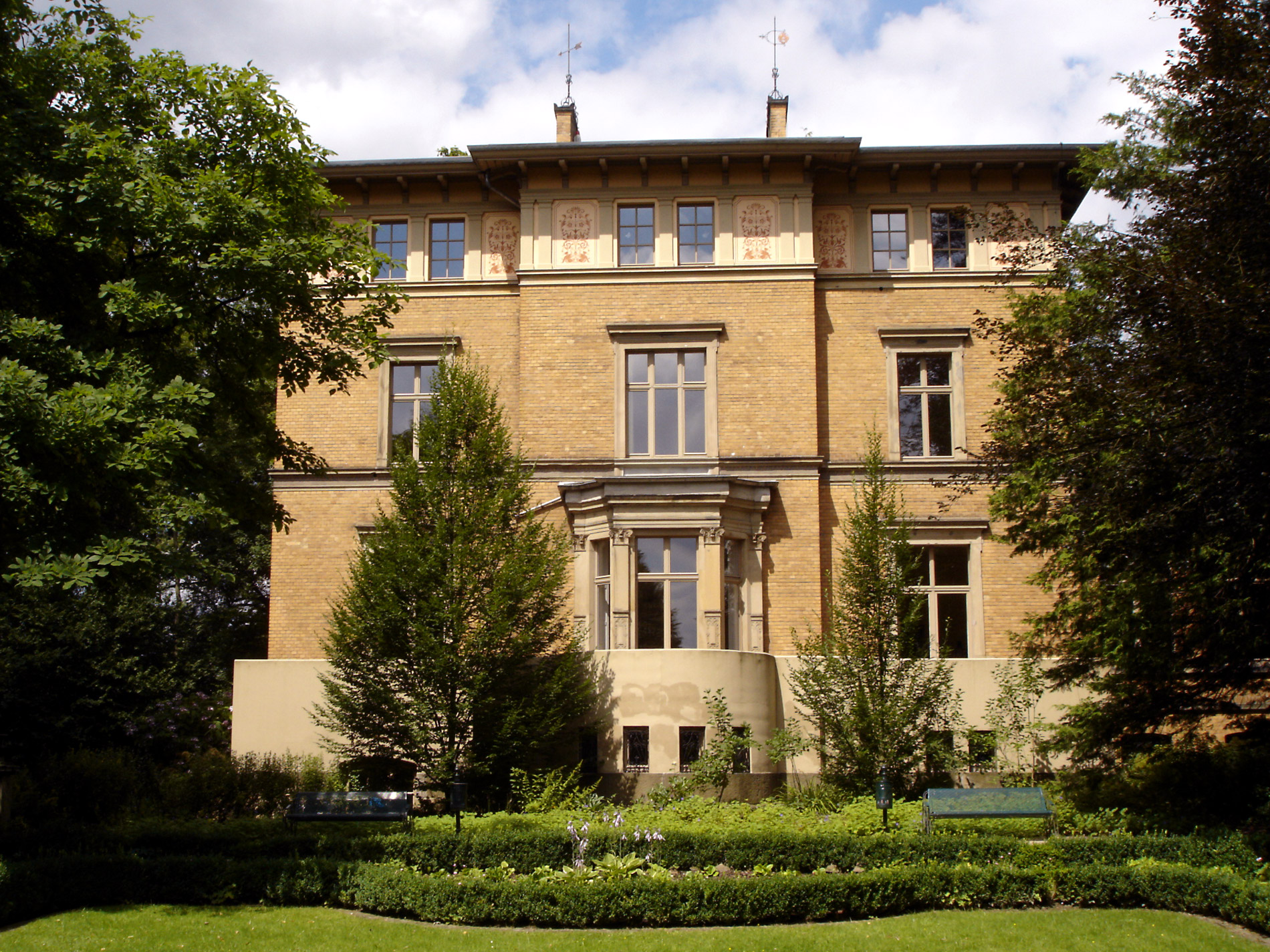
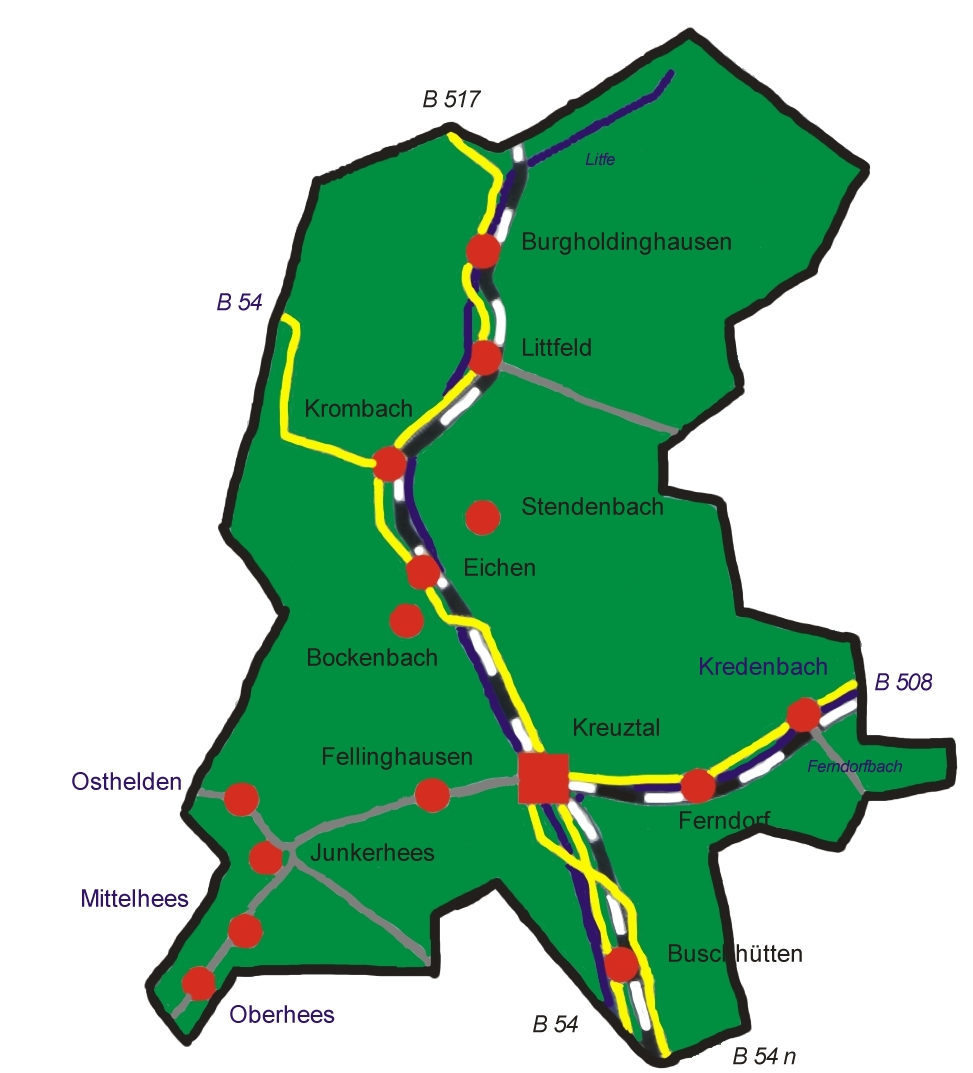
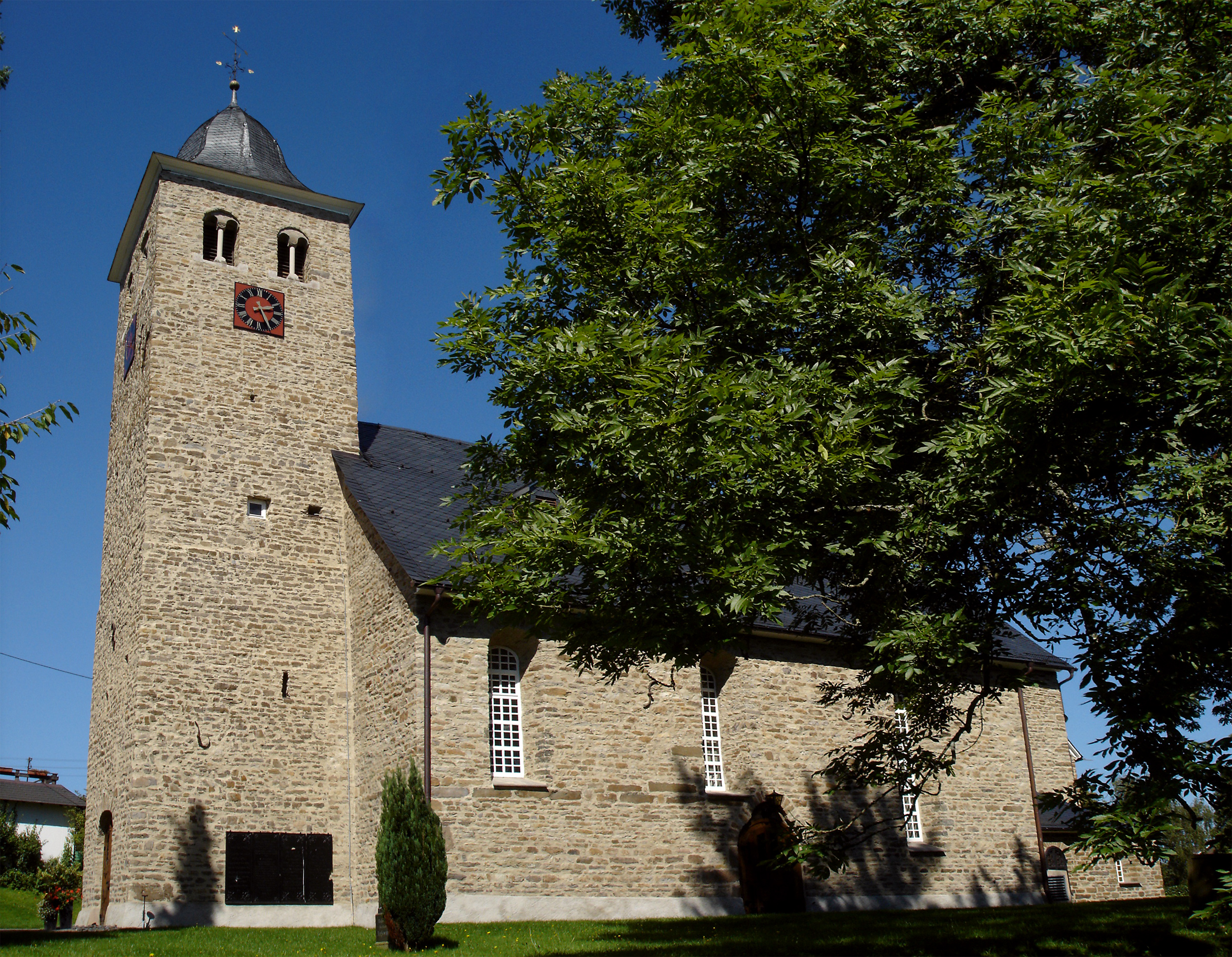
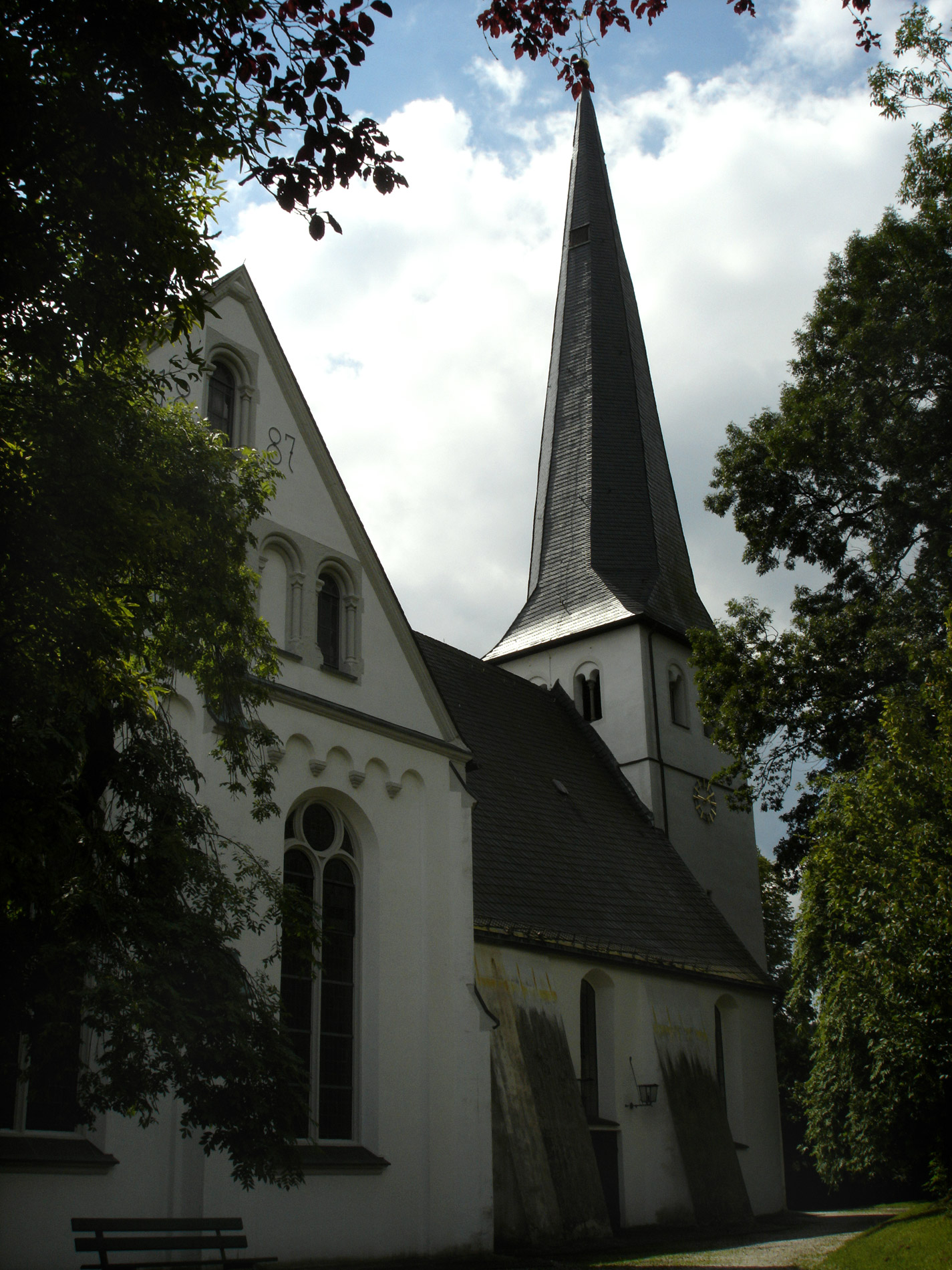
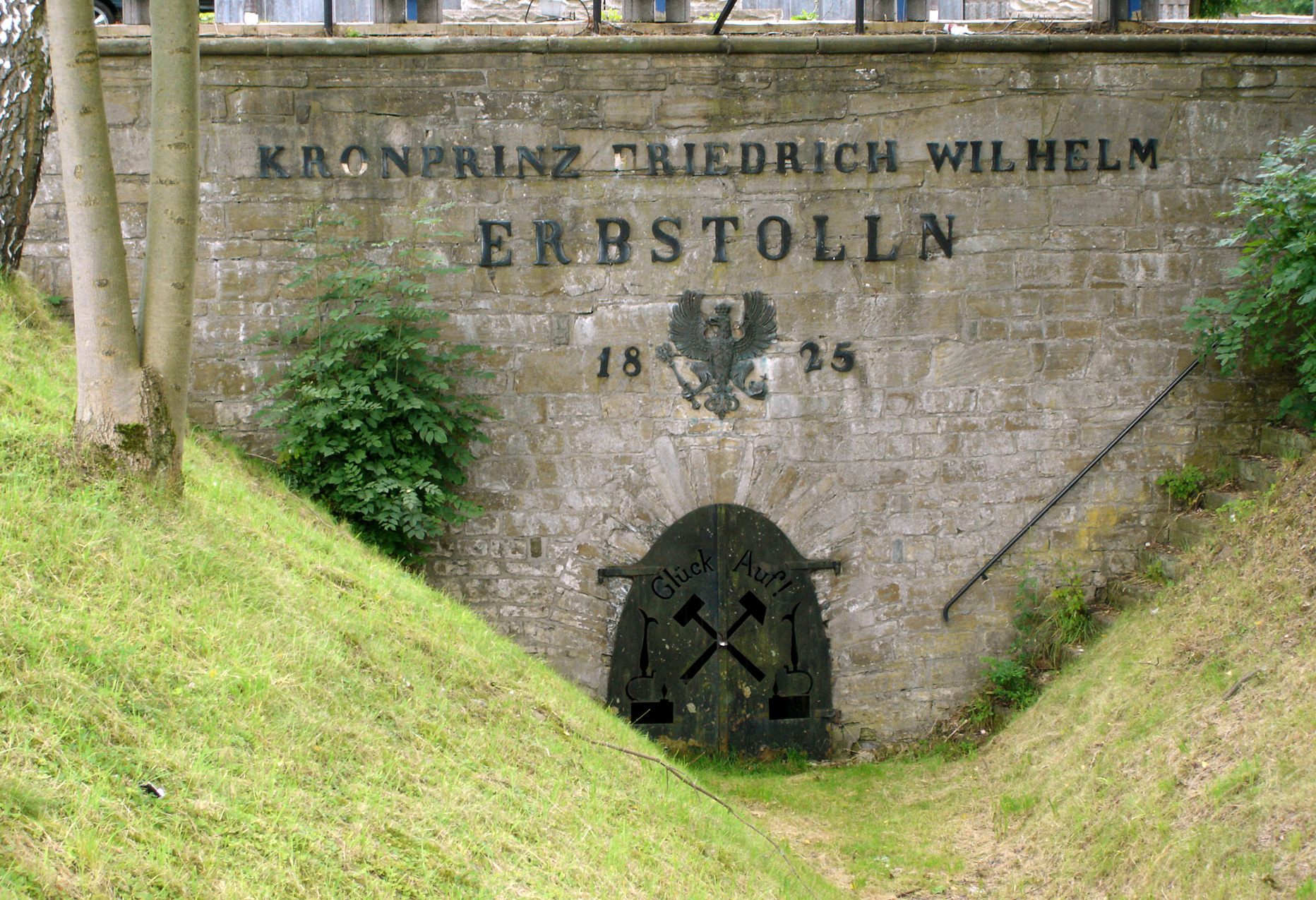
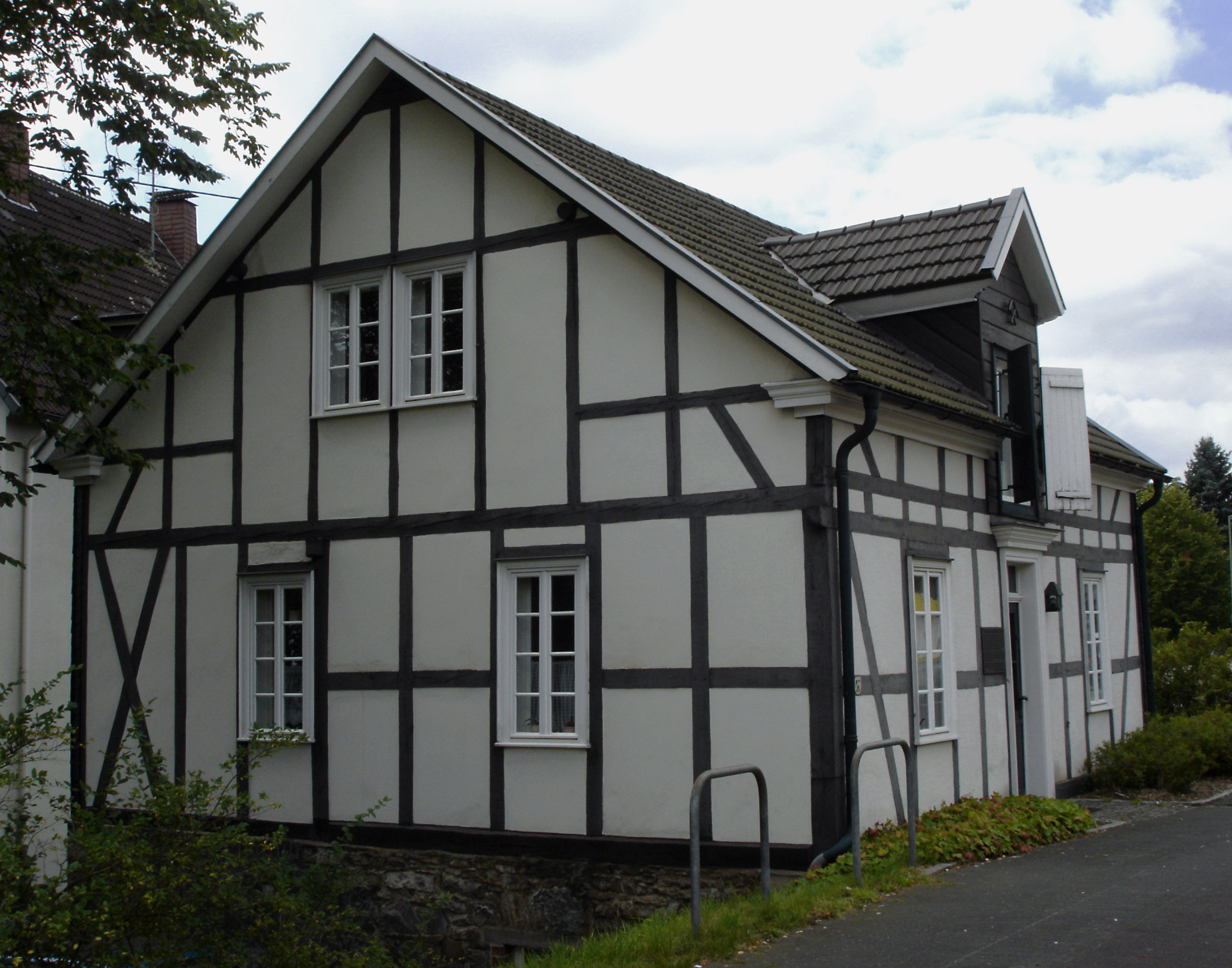
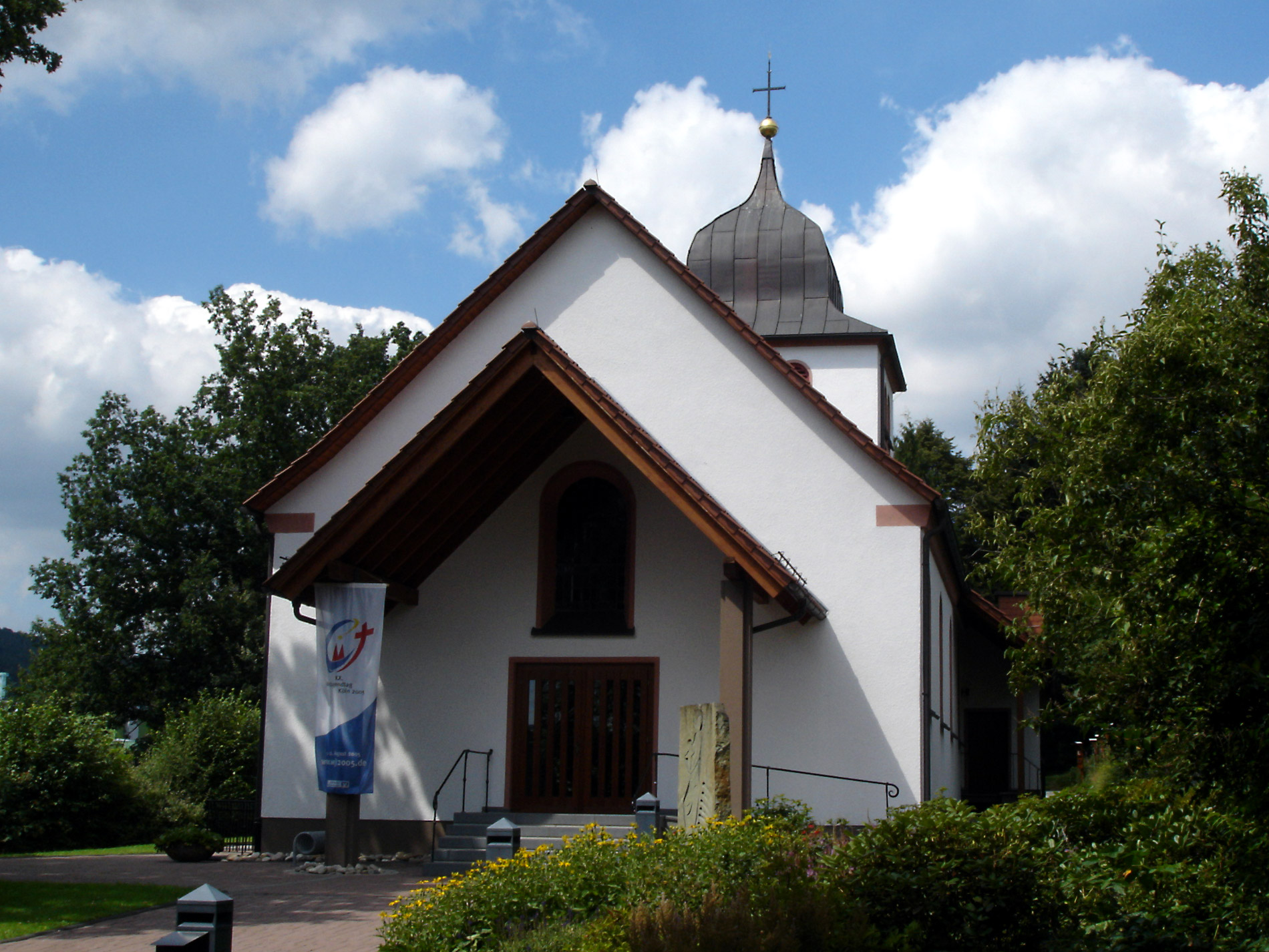
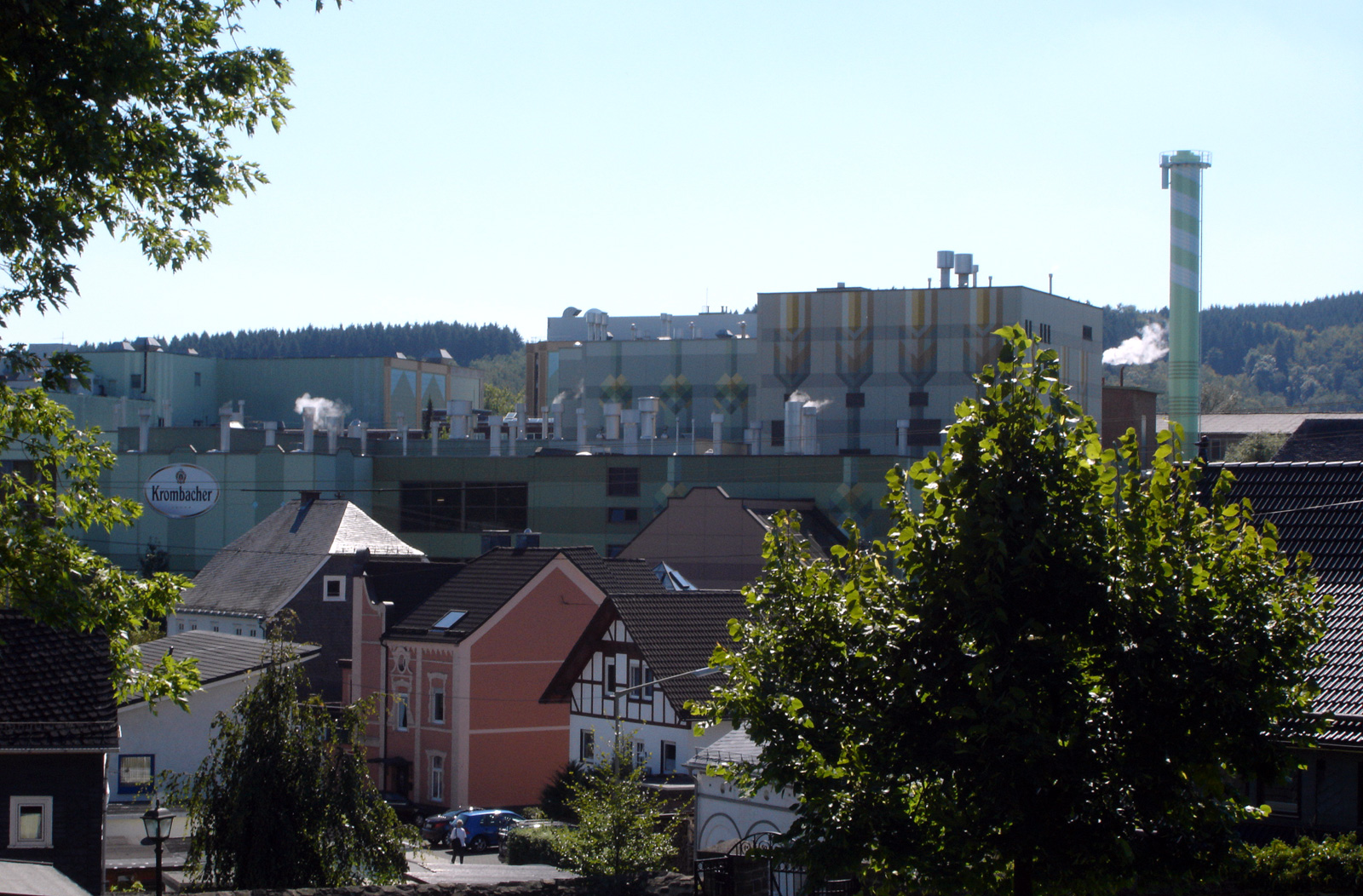